# Объект частного пользования с государственной формой собственности
Объект частного пользования с государственной формой собственности (англ. Government-Owned Contractor-Operated Facility, сокр. GOCO) — стандартная форма администрирования некоторых госучреждений, объектов пенитенциарной системы, военных баз, а также предприятий и учреждений военно-промышленного комплекса США, Великобритании и ряда других стран, которая предполагает передачу практически всех функций, начиная от постройки объекта и до сдачи готовой продукции (включая получение прибыли от деятельности объекта) частной компании-подрядчику. В англоязычной и другой иностранной литературе этот аспект, зачастую, упускается и предприятия из указанной категории принято именовать по названию компании-подрядчика, то есть оператора и фактического пользователя указанных объектов, без указания формы собственности и титульного владельца в лице государства.

## Юридический аспект
Под постройку объекта частного пользования с государственной формой собственности, как правило, выделяется участок земли, находящийся во владении федерального правительства — федеральной земли (США), во владении правительства или в королевском владении (Великобритания). Как правило, акт покупки земельного участка конкретным ведомством (потенциальным заказчиком продукции или услуг), предваряет строительство на нём объектов указанной категории, и выступает в данном случае casus possessionis для определения государства как титульного владельца земли, а также определяет её принадлежность, как государственную собственность. Приватизация того или иного объекта возможна после приватизации того участка земли в государственной собственности, на котором он расположен. Объекты, расположенные за рубежом, строятся на земле, взятой в долгосрочную аренду у местных органов власти (в Гренландии, Исландии, Канаде и островах Тихого, Индийского и Атлантического океанов), либо на зависимых территориях (каковыми являются островные территории США, британские заморские территории и коронные земли).

## Категории
Объектами частного пользования с государственной формой собственности являются заводы, фабрики и лаборатории по производству оружия и боеприпасов, склады и базы хранения военного имущества, топливозаправочные комплексы, космодромы, инфраструктурные объекты военно-морских и авиационных баз, станций разведки и связи, исправительно-трудовые учреждения (частные тюрьмы), и другие объекты.
Администрирование крупных объектов
Крупные объекты — стационарные и полевые пункты дислокации войск, такие как общевойсковые, армейские, авиационные и военно-морские базы могут быть условно разделены на отдельные участки (site) по функциональному принципу для обслуживания их несколькими подрядчиками (к примеру, лётное поле, аэродром и ангары на условной авиабазе обслуживаются одним подрядчиком, топливозаправочный комплекс — другим, радиолокационные станции системы управления воздушным движением — третьим, радиолокационные станции системы раннего предупреждения — четвёртым, объекты электросети и энергоснабжения — пятым, объекты хозяйственно-бытовой инфраструктуры, водопроводной и канализационной системы — шестым, объекты питания, отдыха и расквартировки персонала — седьмым, и так далее). Крупные производственные объекты с многопрофильным производством и сложным производственным циклом, так же могут быть разбиты на участки по цеховому принципу, где конкретный подрядчик отвечает за выпуск того или иного вида продукции, или конкретный этап производственного цикла.

## Процедура
На предприятие или учреждение от государственных структур-заказчиков продукции или услуг (департаментов видов вооружённых сил и управлений родов войск и служб) назначается комендант, совмещающий функции военпреда, военкома и начальника гражданской обороны, обычно, в звании от майора до полковника, с группой офицеров, унтер-офицеров (non-commissioned officers) и нижних чинов (lower ranks), численность которых зависит от размеров предприятия и характера выпускаемой продукции или выполняемых задач, — в задачу коменданта входит осуществление контроля за выполнением производственного плана, организацией гражданской обороны, пропускного режима, охраны и безопасности объекта (что, зачастую, также возлагается на частные охранные предприятия), соблюдением требований законодательства о защите государственной тайны, соответствием выпускаемой продукции государственным требованиям, и ряд других вопросов военно-административного характера. От компании-подрядчика на предприятие назначается менеджер-производственник с группой вольнонаёмных специалистов, — в задачу менеджера входят вопросы найма и увольнения работников, нормирования и оплаты труда, организации труда, безопасности труда, размещения и перевозки рабочей силы, вопросы производственного характера и другие сопряжённые вопросы. Все указанные выше вопросы регламентируются условиями контракта и регулируются федеральным законодательством, регламентирующим порядок заключения такого рода контрактов. Впоследствии, контракт продлевается ежегодно по умолчанию — если сторона-заказчик не настаивает на пересмотре условий контракта, то он считается продлённым автоматически. Формально, комендант является главноначальствующим лицом на объекте, имеющим право полной смены менеджмента и рабочей силы в случае таковой необходимости, но фактически, к радикальным средствам такого рода никогда не прибегают, даже в тех случаях, когда подрядчик не справляется с производственным планом в количественном и качественном отношении, из расчёта, что непредусмотренная преждевременная смена подрядчика может привести к простою оборудования и ещё большему срыву выполнения календарного графика производства.
В том случае, если дальнейшее производство той или иной продукции военного назначения признаётся заказчиком нецелесообразным (например, в связи с окончанием военных действий в военное время или кардинальной сменой характера военной угрозы в мирное время и утратой интереса к устаревшим категориям товаров военного назначения, либо в случае заблаговременного заготовления складских запасов продукции, превышающих потребности вооружённых сил и возможности по организации её складского хранения), указанные объекты либо закрываются вообще, а персонал подлежит увольнению, либо объекты передаются частным подрядчикам в лизинг, долгосрочную аренду или другие формы временного пользования, иногда приватизируются (то есть отчуждались из государственного владения в пользу частных лиц) для использования частными компаниями в собственных целях, а персонал перепрофилируется под выпуск новой продукции. В указанных случаях, заказчиком отзывалась военная администрация и объекты функционировали как частные предприятия. Применительно к объектам пенитенциарной системы, в случае улучшения криминогенной ситуации в том или ином регионе, либо постройки новых более надёжных пенитенциарных учреждений, расположенные там имеющиеся объекты могут передаваться под учреждения туристического и музейного фонда, развлекательно-увеселительные заведения и т. д.

## Оплата
Оплата деятельности подрядчика осуществляется из средств федерального государственного бюджета и других государственных бюджетных фондов. В зависимости от условий контракта, оплачиваться может либо только выпускаемая продукция по фиксированной закупочной цене (с издержками производства или без), либо сама продукция и вложенный труд привлечённых работников. В годы Второй мировой войны и в послевоенный период в США, оплата государством функции корпоративного менеджмента носила символический характер и составляла один доллар в год за одно предприятие (dollar-per-year basis). То есть выгодополучатель ориентировался, в первую очередь, на извлечение прибыли за счёт внедрения разного рода технологических инноваций, механизации и автоматизации труда, различных «ноу-хау» и других способов снижения затрат и времени производства продукции при сохранении её качества, — пропорционально затратному фонду и фонду полученной прибыли рассчитывалась зарплата привлечённых менеджеров.

## Разновидности
- Научно-исследовательские центры, финансируемые федеральным правительством США[англ.] (FFRDC)

## Противоположности
Другими формами администрирования, соответственно, являются объекты в государственной собственности, администрируемые и используемые государственными органами самостоятельно (GOGO) и объекты в частной собственности (COCO). Более редкой формой взаимодействия государственных и коммерческих структур являются объекты государственного пользования с частной формой собственности (COGO).

## Комментарии
1. ↑  Данная формулировка может переводиться на русский язык как «Объект частного администрирования [или] управления с государственной формой собственности», не следует, однако, забывать, что как администрирование, так и управление в целом, во-первых, не являются строгими эквивалентами англоязычного отглагольного прилагательного «operated», во-вторых, относятся к договорным обязательствам подрядчика, а не к качественным характеристикам, способным охарактеризовать данную практику во всём её многообразии, в-третьих, не являются разновидностью форм реализации права собственности (в рамках классического определения права собственности на то или иное имущество, существует лишь три его разновидности: владения, пользования и распоряжения), к каковым относится право пользования, а ведь именно извлечение коммерческой выгоды, как одна из составляющих права пользования, является основной целью частной компании-подрядчика (пользователя имущества) при заключении контракта с той или иной государственной структурой-заказчика (владельца и распорядителя имущества). Кроме того, формы и способы пользования  объектом подрядчиком могут меняться (лизинг, аренда и др.), при этом он остаётся объектом в государственной собственности.
2. ↑  Например, Детройтский танковый арсенал часто называют просто «Chrysler Tank Arsenal» по названию компании «Крайслер», которая выступала оператором предприятия, при том что номинальным владельцем оставалось государство. Аналогичным образом, Грандбланкский танковый завод именуют для простоты «Fisher Tank Plant», Кливлендский танковый завод — «Cadillac Tank Plant», а Лансингский орудийный завод — «Oldsmobile Gun Plant», по названиям компаний «Фишер боди», «Кадиллак» и «Олдсмобиль».
3. ↑  В данном случае, применительно к Великобритании и другим странам с монархической формой правления, следует различать государственную собственность на правительственную (public estate) и королевскую собственность (Crown Estate).
4. ↑  По принципу: „Старый конь борозды не испортит“.
5. ↑  Например, Федеральное пенитенциарное учреждение на о. Алькатрас, ныне являющееся музеем именитых узников, отбывавших там наказание, одновременно выступая одной из важнейших туристических достопримечательностей Сан-Франциско. Саффолкская федеральная окружная тюрьма, более известная как «Чарльз-Стрит» в США (Charles Street Jail), Оксфордская королевская тюрьма в Великобритании (Oxford Castle), Султанахметская столичная тюрьма в Турции (Sultanahmet Cezaevi) ныне являются отелями высшей категории.
6. ↑  К таковым, например, относятся спутниковые системы связи и разведки, непрерывное поддержание работоспособности которых без одновременного извлечения коммерческой выгоды является весьма затратным процессом, а аренда их государственными структурами-пользователями у частных подрядчиков-владельцев обходится им сравнительно недорого.